# Sunset-Camellia Open Invitational
O Sunset-Camellia Open Invitational foi uma competição de golfe do PGA Tour, realizada uma vez, em 1964, no Sunset Oaks Country Club de Rocklin, Califórnia. Bob McCallister foi o vencedor da competição, com 281 tacadas, três abaixo do par.

## Campeão
- 1964: Bob McCallister